# Journal of Fluorine Chemistry
Journal of Fluorine Chemistry (abrégé en J. Fluorine Chem.) est une revue scientifique à comité de lecture. Ce journal publie des articles de recherches originales dans le domaine de la chimie du fluor.
D'après le Journal Citation Reports, le facteur d'impact de ce journal était de 1,948 en 2014. Les directeurs de publication sont W.R. Dolbier Jr. (Université de Floride, États-Unis), G. Haufe (Université de Münster, Allemagne) et T. Taguchi (Université de Tokyo, Japon).